# Kanelspindling
Kanelspindling (Cortinarius cinnamomeus) är en svampart som först beskrevs av L., och fick sitt nu gällande namn av Elias Fries 1838. Kanelspindling ingår i släktet Cortinarius och familjen spindlingar. Arten är reproducerande i Sverige. Inga underarter finns listade i Catalogue of Life.

## Källor

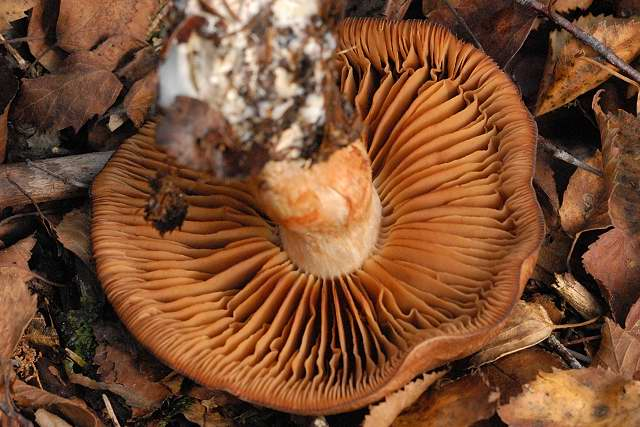
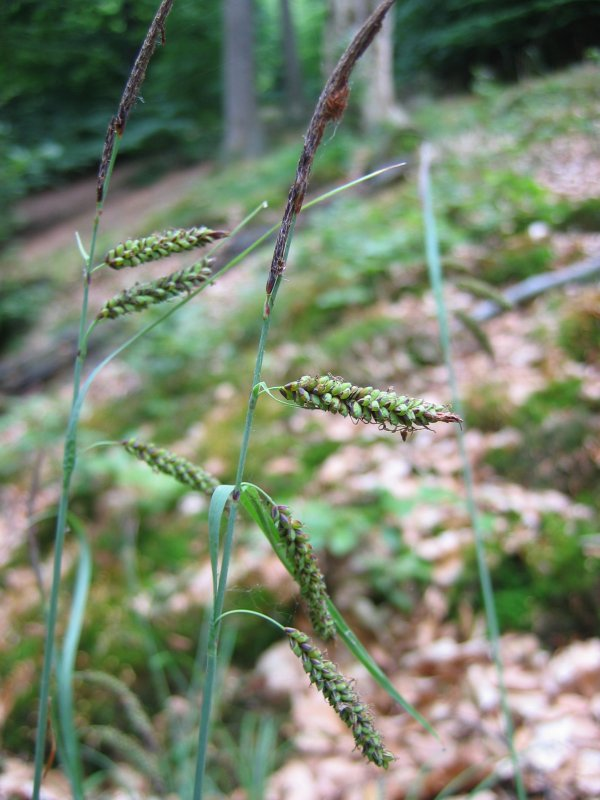